# セルゲイ・ボルトキエヴィチ
セルゲイ・エドゥアルドヴィチ・ボルトキエヴィチ（Sergei Eduardovich Bortkiewicz ロシア語: Серге́й Эдуа́рдович Бортке́вич, Sergéj Eduárdovič Bortkévič; ウクライナ語: Сергі́й Едуа́рдович Бортке́вич, Serhíj Eduárdovyč Bortkévyč） (1877年2月28日 - 1952年10月25日）はロシアの作曲家、ピアニスト。

## 生涯

### 若年期
セルゲイ・エドゥアルドヴィチ・ボルトキエヴィチ（Sergei Eduardovich Bortkiewicz）はハリコフ県、ハリコフ（現ウクライナ）に、ポーランド人貴族の息子として生まれた。（父：Edward Bortkiewicz、母：Zofia Bortkiewicz 旧姓 Uszyńska）。アルテミフカ
の家族の所有地で幼い頃を過ごした。ボルトキエヴィチはペテルブルク音楽院でリャードフやカール・フォン・アレック（Karl von Arek）から音楽教育を受けた。
ボルトキエヴィチは1900年にサンクトペテルブルクを後にし、ライプツィヒへと向かう。その地でライプツィヒ音楽院に入学した彼は、共にリストの弟子であるアルフレート・ライゼナウアーにピアノを、ザーロモン・ヤーダスゾーンに作曲を師事した。1902年に教育課程を修了した彼は、卒業に際してシューマン賞を授与された。1904年の帰国後すぐに、姉妹の友人であったエリザヴェータ・ゲラクリトヴァ（Elisabeth Geraklitowa）と結婚した彼は、その後ドイツに戻りベルリンに居を構える。この地で、彼は真剣な創作活動に入るのである。
1904年から1914年にかけては、ボルトキエヴィチはベルリンに住み続けていたが、夏の間はロシアの家族の元で過ごしたり、ヨーロッパ中を旅してまわるなどした。これらの旅は演奏旅行であることも多く、彼は同時代のラフマニノフ、スクリャービン、メトネルほどには優れたピアニストではなかったものの、1902年にミュンヘンでデビューして以降、数度のヨーロッパツアーを行う程度の腕前ではあったのである。1年間だけではあるが、彼はベルリンのクリントヴォルト＝シャルヴェンカ音楽院で教壇に立ち、そこで生涯の友となるオランダ人ピアニスト、ヒューゴ・ファン・ダーレン（Hugo van Dalen）（1888–1967）に出会う。ファン・ダーレンは1913年11月にベルリンで、ボルトキエヴィチの「ピアノ協奏曲第1番 Op.16」を作曲者の指揮、ブリュートナー管弦楽団の演奏で初演した人物である。

### 第一次世界大戦

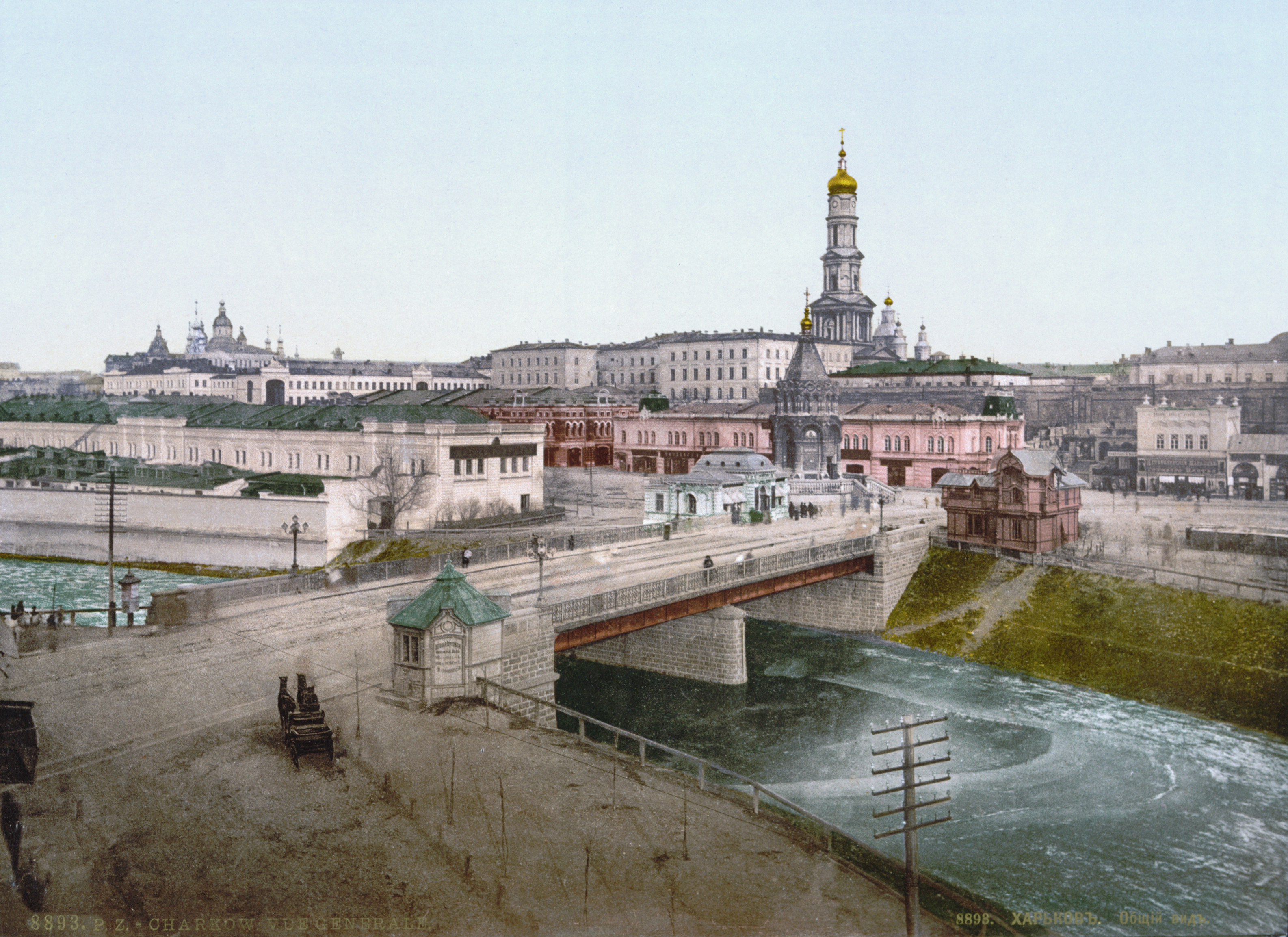
19世紀のハリコフ。聖母被昇天聖堂（en）が見える。

1914年の第一次世界大戦の勃発は、ボルトキエヴィチの人生を激変させた。ロシア人であった彼は最初、自宅軟禁状態となり、その後ドイツから強制退去させられてしまう。彼はハリコフへと戻り、そこで音楽教師として身を立てると共に演奏活動も行った。大戦終結後に待ち構えていたのはロシア革命である。共産党員の接収により、ボルトキエヴィチとその家族はアルテミフカの土地を捨てざるを得なくなった。1919年になって、白軍の蜂起により共産党が土地を放棄し、彼は帰郷できるようになった。そこで家族の財産の再建に力を貸したが、既に略奪しつくされた後であった。しかしながら、この生活は短期間に終わってしまう。ヤルタへの移動中にハリコフが赤軍によって陥落したとの報は、もう彼の一家がアルテミフカには戻れないことを意味していたのである。赤軍に包囲された地域には、ボルトキエヴィチの母と、彼の姉妹ヴェラ（Vera）の夫がいたが、チフスに罹りノヴォロシースクの混乱の中で2人とも亡くなってしまう。ボルトキエヴィチはヤルタからの脱出を願っていたが、1919年11月に無料で蒸気船コンスタンチン（Konstantin）に乗り込むことに成功、コンスタンティノープルへと無事に渡ることができた。

### 二つの戦争の狭間
コンスタンティノープルでは、スルターン付きの宮廷ピアニストであるイレン・イレゲイ（Ilen Ilegey）の助けもあり、ボルトキエヴィチは再び演奏を始め、教育活動も再開した。彼は数多くの大使館員の間で知れ渡るようになり、その中でユーゴスラビア大使の妻であったナタリヤ・シャポニッチ（Natalie Chaponitsch）と親しくなって、彼女に「3つの小品 Op.24」（1922年）を献呈している。彼女はボルトキエヴィチのために大使館らの音楽集会の幹事をし、また彼女とその夫の助力によりボルトキエヴィチ夫妻はユーゴスラビアへのビザを得ることができた。ボルトキエヴィチ夫妻はベルグラード経由でソフィアへ赴き、そこでオーストリアのビザの発給をしばらく待つことになる。そして1922年7月22日、夫妻はオーストリアに亡命する。
元々、ボルトキエヴィチはウィーンではなく、バーデンに住むことにしており、そこに1923年まで留まっていた。その後、彼はウィーンに移り住んで居を構え、5年に渡ってそこで暮らす。1925年にはついにオーストリアの公民権を得た。
1928年にボルトキエヴィチは6ヶ月間パリに滞在し、戻ってベルリンに住むようになる。1933年には、彼は再度ドイツから逃れざるを得なくなる。ロシア人であった彼は、今度はナチス迫害に晒され、あらゆる演奏会のプログラムからは彼の名前が削除された。彼はウィーンに戻り、1935年にブレッヒトゥームガッセ（Blechturmgasse）1の5を居住地とする。彼はその後、生涯そこに住み続けることになる。この頃にボルトキエヴィチは深刻な資金難に苦しみ、何度となく友人のヒューゴ・ファン・ダーレンに資金援助を依頼した。このピアニストは、いつでも気前良くボルトキエヴィチを援助した。また、この頃にボルトキエヴィチはチャイコフスキーとフォン・メック夫人の間に交わされた書簡を、ロシア語からドイツ語に翻訳した。これらの書簡は「チャイコフスキーとナジェジダ・フォン・メックの奇妙な愛情 Die seltsame Liebe Peter Tschaikowsky's und der Nadjeschda von Meck」(Köhler & Amelang, Leipzig 1938)という題で出版された。ファン・ダーレンはボルトキエヴィチの本をオランダ向けに校正し、「Rondom Tschaikovsky's vierde symphonie 」(De Residentiebode, 1938)と題して出版した。

### 第二次世界大戦
第二次世界大戦も、ボルトキエヴィチ夫妻にとって苦難の時期となった。彼は終戦後の1945年12月8日に友人のハンス・アンクヴィチ＝クレーホーフェン（Hans Ankwicz-Kleehoven）に宛てた手紙で、いかなる暮らしが続いているかを記している。
「私は今君に、風呂場で手紙を書いている。ここなら狭く、ガス灯を点けたり消したりして暖を取ることができるので、妻と共に這い込んだのだ。（！）他の部屋は使えず、私はピアノに触ることすら出来ない。今はこんな状態なんだ！これ以上何が待っているというんだ？暮らしはどんどん不快で無常なものになっていく。私は4℃しかない音楽院で教えるんだ。それもじきにもっと低くなってしまう！（後略）」
このような悲惨な時期に、彼はピアノソナタ第2番 Op.60など数多くの作品を残している。このソナタは1942年11月29日に、ウィーンの楽友協会、ブラームスザールで作曲者自身の手によって初演された。オランダではヒューゴ・ファン・ダーレンが1944年2月9日にアムステルダムにおいて初演している。
第二次世界大戦はボルトキエヴィチに絶望と破壊の刃を突きつけた。彼の印刷済みの作品の大部分はドイツの出版社（Rahter & Litolff）に保管されていたが、ドイツに対する空爆により焼失してしまい、彼は印税による収入を失う。終戦時にはボルトキエヴィチ夫妻は肉体的、精神的にやつれ果てており自暴自棄に陥っていた。友人であり主治医でもあったワルター・ツドラハル（Walter Zdrahal）は、2人をウィーンのフランツ・ヨーゼフ病院に受け入れ治療を行った。
1945年の秋、ボルトキエヴィチはウィーン音楽院のマスタークラスの指導者となり、これによって彼が熱望していた金銭的窮状の打破にいくらか成功することができた。この時期に彼は6つの前奏曲 Op.66（1946年 - 1947年）を作曲したが、これまでのところ第1曲と第3曲しか発見されていない。この前奏曲集は、戦後にボルトキエヴィチに必要な食料や衣服を送って支援した、オランダ人ピアニストのエレーヌ・ムローランド（Hélène Mulholland）に献呈されている。彼は1948年の引退後、ウィーン市より名誉年金受給者に賞せられている。

### 戦後
ハンス・アンクヴィチ＝クレーホーフェンの音頭により、1947年にボルトキエヴィチの音楽の記憶を保つためにウィーンにボルトキエヴィチ協会が設立された。初回の会合は1947年4月10日にシラープラッツのアカデミー図書館ホールで行われた。会議の結果、11月から5月の各第1月曜日にはボルトキエヴィチの友人と協会の会員がウィーン美術家の家に集合し、多くの場合本人によって演奏される彼の音楽による演奏会を聴くことになった。ボルトキエヴィチ協会は1973年3月6日に解散している。

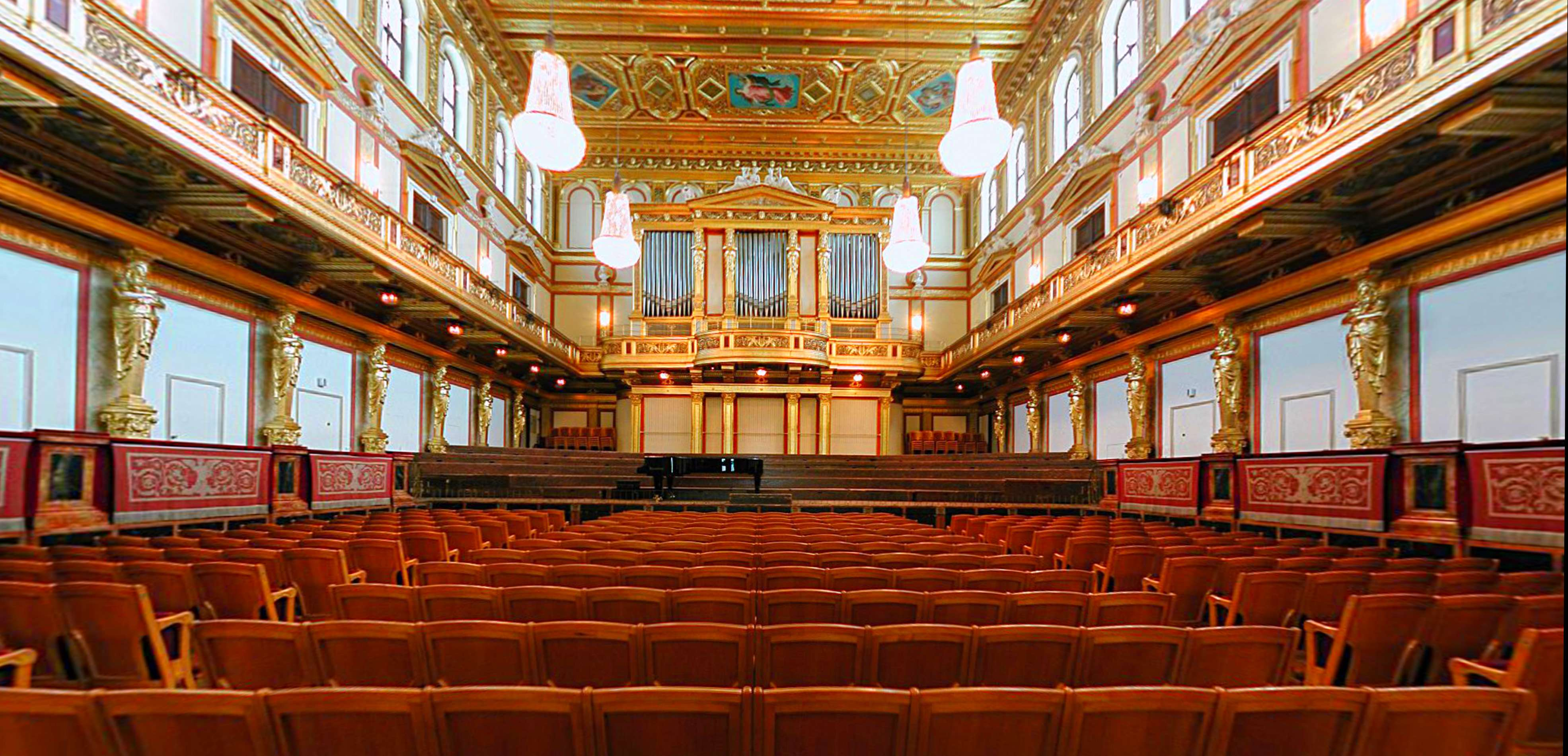
楽友協会大ホール

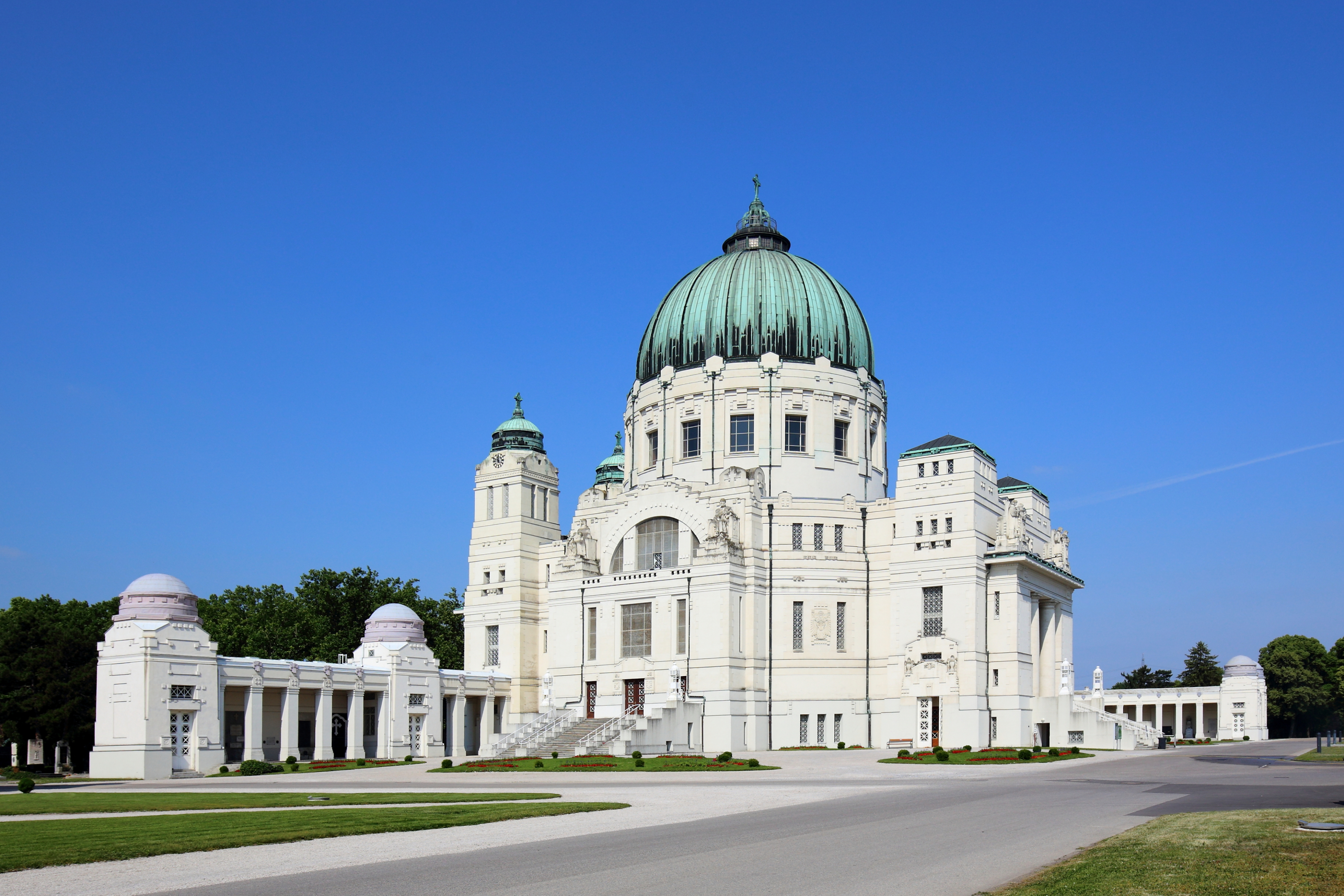
ウィーン中央墓地　カール・ルエーガー記念教会

1949年以降、主に戦時の年月を経た結果としてボルトキエヴィチの妻は双極性障害と診断され、これが彼の大きな悩みとなった。そうしたことがありながらも、彼の人生には陽光が明るく射し続けており、1952年2月26日にはボルトキエヴィチ協会とラヴァッジ管弦楽団（Ravag Orchestra）がウィーン楽友協会ホールで彼の75歳の誕生日を祝う演奏会を開いた。ボルトキエヴィチは指揮を行い、フェリシタス・カーラー（Felicitas Carrer）の独奏で「ピアノ協奏曲第1番 Op.16」、ヤロ・シュミート（Jaro Schmied）のヴァイオリン独奏で「ボッティチェッリの絵画によるヴァイオリンと管弦楽のための叙情的間奏曲《春とパンは目覚める》 Op.44」が演奏され、終楽章に「神よツァーリを護り給え」からの感動的な引用を含む「交響曲 第1番《わが故郷より》 Op.52」で閉じられた。これが彼にとって最後の大規模な演奏会となり、彼は1952年3月18日の手紙でその時の興奮を記している。それはファン・ダーレンに宛てた手紙であった。
「やっと、私は大きな会場で大オーケストラ、独奏者を擁して自分の可能性を示す機会に恵まれた。批評家だけでなく、私を知る者たちが驚いたのだ。（中略）私は75歳という歳でこれほどの評価をされて、いつでも幸せを感じることができるのだ。ほとんどの場合、本当に評価される人の名声は死後に高まるものだから。」
ボルトキエヴィチは時折、腹部の不快感に悩まされており、主治医の勧めに従って1952年10月に手術を受ける決意をした。彼は二度と回復することはなく、その年の10月25日にウィーンで生涯を閉じた。妻のエリザベスには子どもはおらず、彼女は8年後の1960年3月9日にウィーンで亡くなった。2人は今もウィーンの中央墓地で眠っている。

## 作風
ボルトキエヴィチのピアノの流儀はリストやショパンを土台にし、チャイコフスキー、ラフマニノフ、初期のスクリャービン、ワーグナーそしてロシア民謡を盛り込んで発展させたものである。彼は20世紀の音楽の動向に影響を受けなかった。彼が自分を「現代人」だと見なしていなかったことは、1923年に記した「芸術家の信念 Künstlerisches Glaubensbekenntnis」からも知ることができる。彼の意匠は細に入っており、想像力は色鮮やかで繊細、ピアノ書法は独特である。瑞々しい楽器法は感傷的な旋律を生み出す能力による支えと不可分である。しかしボルトキエヴィチは単なる真似事をしたのではない。彼は人生の中で得たあらゆる影響を下敷きにまさに独自の様式を編み出したのであり、その感傷的で郷愁に満ちた音色はすぐにボルトキエヴィチだと認め得るものである。
ボルトキエヴィチの親友であったヒューゴ・ファン・ダーレンのおかげで、我々は今もボルトキエヴィチの音楽を楽しみ、またファン・ダーレン宛ての多くの書簡から彼の人生について知ることができる。1967年のファン・ダーレンの死後、遺族が作品のいくつか（ファン・ダーレンに献呈された12の練習曲 Op.29など）、自叙伝「回想録 Erinnerungen」と数々の書簡、出版作品をデン・ハーグ市立図書館に遺贈し、それらは近年オランダ音楽院に受け渡された。音楽院はピアノソナタ第2番 Op.60と、前奏曲 Op.66の中の2曲の唯一現存する手稿譜を所蔵している。

## 主要作品一覧

### 歌劇
- アクロバット選手 Die Akrobaten /1938

### 管弦楽曲
- 交響曲 第1番《わが故郷より》 Op.52 /1935
- 交響曲 第2番 Op.55 /1937
- ピアノ協奏曲 第1番 変ロ長調 Op.16 /1912
- ピアノ協奏曲 第2番（左手のための協奏曲） Op.28 /1924
- ピアノ協奏曲 第3番《苦難を通って栄光へ》 per aspera ad astra Op.32 /1927
- チェロ協奏曲 Op.20 /1922
- ヴァイオリン協奏曲 Op.22 /1923
- 交響詩《オテロ》Othello Op.19 /1924
- バレエ音楽《千一夜物語（アラビアの夜）》Tausend und eine Nacht - Arabische Nächte Op.37 /1928
- 弦楽合奏のための《オーストリア舞曲》Österreichische Suite Op.51 /1939
- 管弦楽のための《ユーゴスラヴィア舞曲「アドリア海」》Jugoslawische Suite "Adria" Op.58  /1939
- ボッティチェッリの絵画によるヴァイオリンと管弦楽のための叙情的間奏曲《春とパンは目覚める》 Des Frühlings und des Pans Erwachen Op.44 /1934
- ピアノと管弦楽のための《ロシア狂詩曲》 Russische Rhapsodie Op.45 /1935

### 室内楽曲
- ヴァイオリン・ソナタ Op.26 /1924
- チェロ・ソナタ Op.36 /1924
- ピアノ三重奏曲 Op.38 /1925

### ピアノ曲
- 4つの小品 Op.3
- ピアノ・ソナタ1番 ロ長調 Op.9[3]
- クリミアのスケッチ / Esquisses de Crimée Op.8
- ピアノのための10の練習曲 Op.15
- 嘆きと慰め Op.17
- 旅の絵  Op.21
- ピアノのための3つの断章 Op.24
- 12の新しい練習曲 Op.29 /1924 （各楽章は詩的な副題つき）
- ロシアの歌と踊り（6曲） / Russische Weisen und Tanze Op.31 /1925
- 10の前奏曲 Op.33 /1927
- 東洋的バレエ組曲『千夜一夜物語』/ Tausendundeine Nacht. Orientalische Ballettsuite Op.37
- 7つの前奏曲 Op.40 /1931
- バラード Op.42
- 悲歌 Op.46
- 6つのピアノ組曲 Op.48
- ピアノ・ソナタ2番 嬰ハ短調　Op.60[4]
- 4つのピアノ組曲 Op.65

### 著作
- 回想録 Lebenserinnerungen /1936

## 脚注

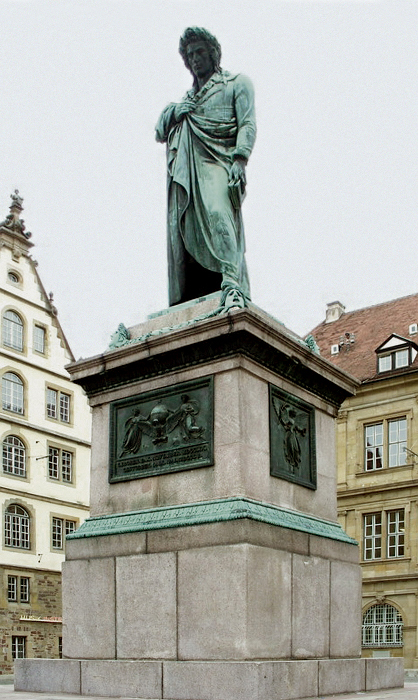
シラープラッツのシラー像